# Arcene
Arcene (lombardul: Àrsen) település Olaszországban, Lombardia régióban, Bergamo megyében. Lakosainak száma 4928 fő (2023. január 1.). Arcene Ciserano, Pontirolo Nuovo, Treviglio, Castel Rozzone, Pognano, Verdello és Lurano községekkel határos.

## Népesség
A település népességének változása:
| Lakosok száma | 4837 | 4868 | 4928 |
|               | 2017 | 2018 | 2023 |